# Andreas Dietrich von Schleinitz
Andreas Dietrich Freiherr von Schleinitz (* 3. Februar 1738 auf Canitz; † 13. Juli 1808 in Seehausen) war ein preußischer Generalmajor und Chef des Kürassierregiments Nr. 2.

## Leben

### Herkunft
Seine Eltern waren Andreas Dietrich von Schleinitz (* 20. Oktober 1684; † 13. Dezember 1749), Erbherr auf Zölichau, Mautitz und Canitz, und dessen Ehefrau Christiane Friederike, geborene von Lüttichau (* 1700; † 10. Juni 1742) aus dem Haus Ulbersdorf.

### Militärlaufbahn
Schleinitz kam 1756 als Standartenjunker in das Kürassierregiment Nr. 7 der Preußischen Armee. Während des Siebenjährigen Krieges kämpft er in den Schlachten bei Prag, Kolin, Roßbach, Leuthen, Kay und Kunersdorf. Ferner nahm er an der Belagerung von Schweidnitz sowie an dem Gefecht bei Maxen teil. In der Zeit wurde er am 12. Juli 1757 Kornett mit Patent von 15. Januar 1758 und danach am 25. November 1762 Leutnant. Am 24. Mai 1776 wurde er Stabsrittmeister und am 13. Januar 1778 Rittmeister und Kompaniechef. Als solcher nahm Schleinitz 1778/79 am Bayerischen Erbfolgekrieg teil. Am 30. Mai 1786 wurde er Major. 1787 kam er zum Expeditionskorps, das die Unruhen in Holland bekämpfen sollte.
Während des Ersten Koalitionskrieges kämpfte Schleinitz bei der Kanonade von Valmy, der Belagerung von Mainz sowie den Schlachten von Pirmasens und Kaiserslautern. Am 18. Januar 1793 wurde er zum Oberstleutnant befördert und am 17. September 1793 erhielt er für Pirmasens den Orden Pour le Mérite. Am 19. Januar 1795 wurde er zum Oberst befördert und am 7. März 1797 zum Regimentskommandeur ernannt. Am 20. März 1802 wurde er Chef des Kürassierregiments Nr. 2 und am 20. Mai 1802 erhielt er die Beförderung zum Generalmajor. Am Vierten Koalitionskrieg durfte er dann nicht teilnehmen. Stattdessen erhielt er am 17. Oktober 1805 seine Demission mit einer Pension von 1000 Talern.
Am 2. November 1805 erhielt er die Erlaubnis, die Uniform seines alten Regiments zu tragen, allerdings nicht die Generalsuniform, die sollte aktiven Generalen vorbehalten bleiben. Schleinitz starb unverheiratet am 13. Juli 1808 in Seehausen.